# Port lotniczy Buka
Port lotniczy Buka (IATA: BUA, ICAO: AYBK) – port lotniczy zlokalizowany na wyspie Buka, w Papui-Nowej Gwinei.